# Born Again Tour 1983
El Born Again Tour 1983 fue una gira de la banda británica de heavy metal Black Sabbath para promocionar su álbum Born Again. Tanto el álbum como la gira fueron los únicos en tener al líder de Deep Purple, Ian Gillan como vocalista. Contrataron al exbatería de Electric Light Orchestra, Bev Bevan para reemplazar a Bill Ward, que había vuelto a la banda para grabar este álbum, después de dos años de parón. Además, fue la última gira del bajista Geezer Butler con la banda hasta el Dehumanizer tour.

## La gira
La primera parte de la gira consistió en siete conciertos por Europa en agosto de 1983, seguida de una segunda manga de quince conciertos europeos en septiembre y octubre. También hubo dos mangas por Estados Unidos de treinta y dos conciertos entre octubre y noviembre, además de veinte y seis más entre enero y marzo de 1984.

## Lista de temas
La lista de temas contenía dos canciones de la época de Dio, "Heaven and Hell" y "Neon Knights", además de muchos temas del último álbum, y algunos clásicos como "Supernaut" y "Rock 'n' Roll Doctor". Los conciertos acababan con dos bises, siendo la primera de ellas el clásico de Deep Purple, "Smoke on the Water", ya que Ian Gillan fue el líder de Deep Purple. 

### Canciones tocadas en la gira[2]
"Supertzar"

"Children of the Grave"

"Hot Line"

"War Pigs"

"Born Again"

"Supernaut"

"Rock 'n' Roll Doctor"

"Stonehenge"

"Disturbing the Priest"

"Keep It Warm"

"Black Sabbath"

"The Dark"

"Zero the Hero"

"Heaven and Hell"

"Neon Knights"

"Digital Bitch"

"Iron Man"

"Smoke On The Water"

"Paranoid"

## Personal
- Ian Gillan – voz
- Tony Iommi – guitarra
- Geezer Butler – bajo
- Bev Bevan – batería
- Geoff Nicholls – teclados (fuera del escenario)

## Teloneros
En la manga estadounidense fueron Quiet Riot. En la europea: Diamond Head y la novia de Tony Iommi, Lita Ford con el futuro batería de Sabbath, Eric Singer a la batería. 